# Jérôme de Gourmont

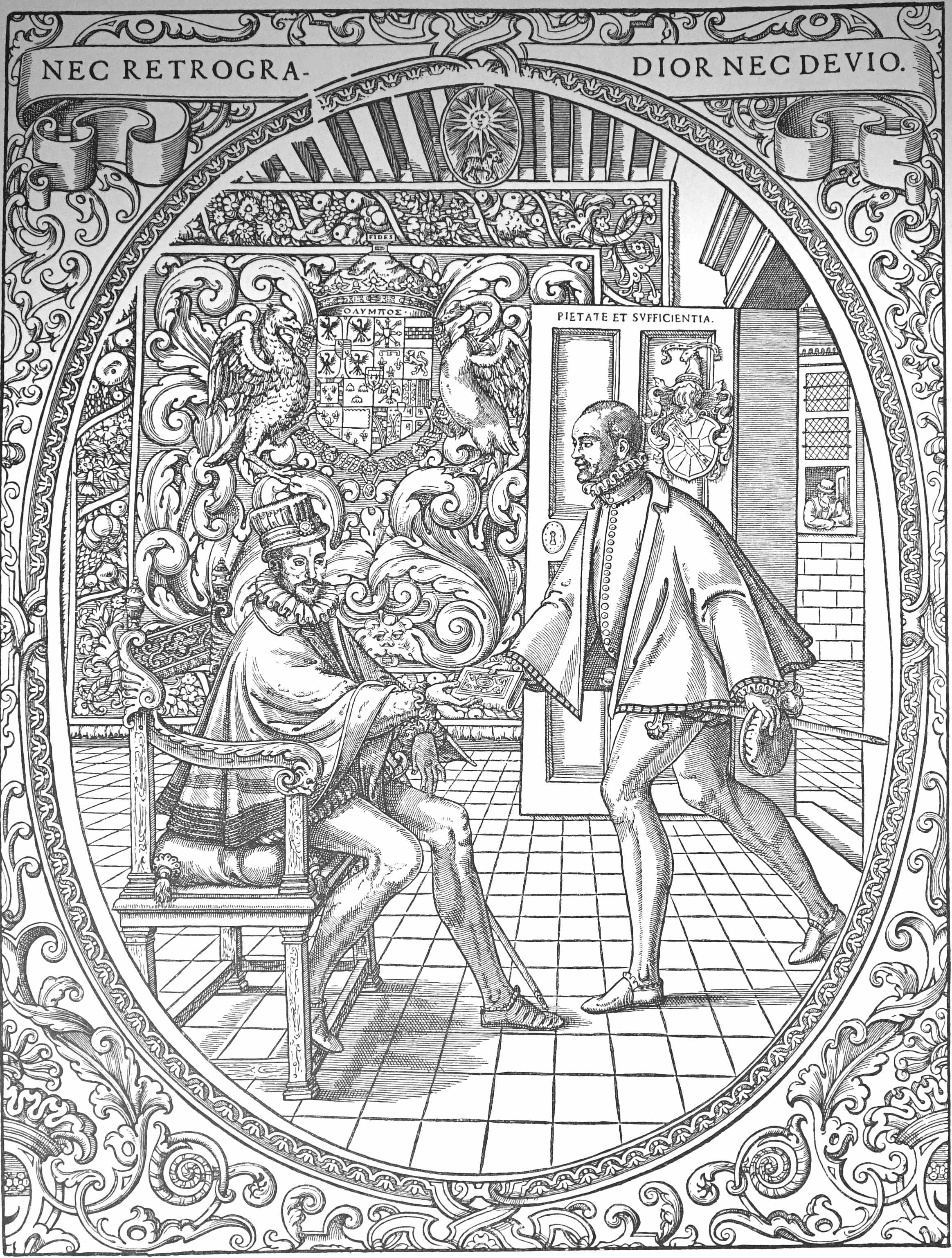
Atelier de Gourmont remettant un livre (Arts Libéraux) au Duc de Nevers.

Jérôme de Gourmont (en latin Hieronymus Gormontius) est un imprimeur et libraire, actif à Paris entre 1533 et 1558.

## Éléments biographiques
Jérôme de Gourmont succéda en 1533 à Gilles de Gourmont, qui était sans doute son père. Il se situa d’ailleurs dans la continuité éditoriale de son prédécesseur : sa production fut loin d’être abondante mais elle se caractérisa par la forte présence des écritures orientales. En effet, une part importante de sa production consista en l’édition des ouvrages des lecteurs royaux : Paul Paradis, Oronce Fine, Jean Chéradame, Guillaume Postel. Il imprima également la grammaire hébraïque de Nicolaus Clenardus.
Jérôme de Gourmont reprit le dernier atelier de Gilles de Gourmont, à l’enseigne des Trois-Couronnes, rue Saint-Jean-de-Latran, en face du collège de Cambrai.

## Livres édités
Parmi les livres édités par Jérôme de Gourmont, on trouve :
- en 1533 : Tabula in grammaticen Hebraeam, de Nicolaus Clenardus ;
- en 1533 : Institutiones in Hebraeam linguam, d’Alain Restauld de Caligny (avec Chrétien Wechel) ;
- en 1534 : De modo legendi Haebraice dialogus, de Paul Paradis ;
- en 1540 : Syriae descriptio, de Guillaume Postel ;
- en 1553 : Nova totius Galliae descriptio, d’Oronce Fine.